# Маршев, Олег Вадимович
Олег Вадимович Маршев (род. 1961, Баку) — российско-итальянский пианист. Сын экономиста, профессора МГУ Вадима Ивановича Маршева.
Окончил Московскую консерваторию (1988), класс Михаила Воскресенского. Обладатель первых премий на пианистических конкурсах в Сарагосе, Цинциннати, Риме. С 1991 года живёт в Италии.
Маршев принадлежит к числу много записывающихся пианистов: на его счету около 30 дисков, по большей части выпущенных датской звукозаписывающей компанией Danacord. Значительная их часть посвящена русской музыке, в том числе полное собрание фортепианных сочинений Сергея Прокофьева, все концерты Чайковского и Рахманинова, а также ряд более редких произведений — в частности, концерты Милия Балакирева и Павла Пабста. Кроме того, критика называет Маршева превосходным интерпретатором музыки Александра Скрябина. Ещё одна примечательная работа Маршева — шесть дисков с музыкой Эмиля фон Зауэра, включающие все его фортепианные сочинения, по большей части записанные впервые. Маршевым также записаны многие сочинения датских композиторов — Отто Маллинга, Виктора Бендикса, Рудольфа Симонсена и др. Рецензенты отмечают в игре Маршева способность наполнить отчётливым смыслом виртуозные пассажи и отточенную ясность артикуляции.